# Foster's Hollywood
Foster's Hollywood é uma cadeia de restaurantes dedicada à culinária dos Estados Unidos, fundada na Espanha, em 1971, por um grupo de californianos (Mark Brownstein, Douglas Delfeld, Anthony Unger e Stephen A. Unger) residentes na capital espanhola.
O cardápio original do primeiro restaurante Foster's era conhecido como "Cardápio Magalhães", em homenagem ao navegador português Fernão de Magalhães, que também dá nome à rua de Madri onde foi aberto o estabelecimento.
Os restaurantes da cadeia Foster's Hollywood oferecem um ambiente alusivo ao universo do cinema americano, tal como o nome sugere, em virtude de uma forte ligação anterior dos seus fundadores ao mundo cinematográfico.
A cadeia conta com mais de 130 restaurantes na Espanha e em Portugal.